# Pick and place
Pick and place (of Pick & place) is een term uit de logistiek. Deze term wordt gebruikt voor handelingen die bestaan uit het oppakken van een product, het verplaatsen en positioneren ervan. Een soms gebruikte Nederlandse term hiervoor is overzetten.
Overzetten komt voor in bijvoorbeeld magazijnen en bij assemblagelijnen van allerlei aard. Het kan handmatig gebeuren maar tegenwoordig gebeurt het vaak met mechanische middelen, die ook weer geautomatiseerd kunnen zijn. Snelheid, flexibiliteit en nauwkeurigheid spelen hierbij een belangrijke rol. Automatisering zorgt ervoor dat ook zeer complexe overzetprocessen met hoge snelheid uitgevoerd kunnen worden.
Dit alles heeft geleid tot de ontwikkeling van zeer gecompliceerde pick and place machines.
Ook de aard van de over te zetten producten is veranderd. Miniaturisering heeft ertoe geleid dat de vereiste snelheid en nauwkeurigheid nooit met handmatige middelen gerealiseerd zou kunnen worden.
Een zeer bijzonder soort pick and place machines vindt men in de elektronische industrie, waar zeer grote hoeveelheden kleine componenten, de zogenaamde Surface Mounted Devices, op printplaten geplaatst moeten worden. Deze componenten bevinden zich op een soort filmrollen en worden met grote snelheid hiervan opgepakt en op de printplaten geplaatst, waarna ze in een andere machine worden gesoldeerd.